# Crkva sv. Mihovila u Grohotama
Crkva sv. Mihovila u mjestu Grohotama, općina i otok Šolta.

## Opis
Crkva sv. Mihovila nalazi se u šoltanskom polju. Lokalitet sv. Mihovil prvi se put spominje u dokumentima 1398.g. Crkva je sagrađena u romaničko-gotičkom slogu. Uokolo crkve je groblje ograđeno kamenim zidom. Crkva je jednobrodna s polukružnom apsidom, pravilno orijentirana. Građena je od nepravilno klesanog kamena. Dvostrešni krov ima pokrov od kamenih ploča. Na glavnom pročelju je jednostavan ulaz s nadvratnikom na kojem je urezan križ, iznad je polukružna luneta s lukom zidanim od dugih uskih kamenova. U unutrašnjosti su sačuvane srednjovjekovne freske u gotičkom stilu, lokalnog i pučkog karaktera. Crkva sv. Mihovila najstarija je sačuvana crkva na Šolti.

## Zaštita
Pod oznakom Z-5061 zavedena je kao nepokretno kulturno dobro - pojedinačno, pravna statusa zaštićena kulturnog dobra, klasificirano kao "sakralna graditeljska baština".